# Drenaż limfatyczny
Drenaż limfatyczny jest jednym z działań fizjoterapeutycznych. Za pomocą rąk terapeuty lub innych urządzeń do tego celu stworzonych, usprawniane jest krążenie limfy. Tym sposobem zapobiega się chorobom wynikającym z obrzęków zastoinowych, zapalnych, onkotycznych i chłonnych. Tempo masażu jest bardzo wolne (ok. 10-15 ruchów na minutę), a wykorzystywane techniki wykonywane są płynnie i delikatnie. Zabiegi mogą odbywać się nawet do kilku razy dziennie.
Za twórcę drenażu limfatycznego uważa się Emila Voddera, duńskiego lekarza.
Drenażu używa się z powodzeniem nie tylko jako masaż ogólny, ale też jako zabieg kosmetyczny twarzy. Jest leczeniem wspomagającym przy mastektomii, kwadrantektomii lub obrzęku limfatycznym. Drenaż limfatyczny może być wykonywany manualnie poprzez wykwalifikowanego masażystę bądź fizjoterapeutę. Dodatkowo, drenaż limfatyczny ma również korzystny wpływ na układ immunologiczny. Poprzez usuwanie toksyn i pobudzanie przepływu limfy, zabieg ten wspomaga procesy oczyszczania organizmu oraz stymuluje działanie komórek odpornościowych, co może wspomagać leczenie infekcji i stanów zapalnych. Inną formą masażu limfatycznego jest użycie specjalnych aparatów do masażu. Można też użyć specjalnego rodzaju plastrowania - kinesiotapingu.

## Przeciwwskazania
- aktywna choroba nowotworowa, stany po operacyjnym usunięciu nowotworów
- zapalenie naczyń chłonnych
- obrzęk powstały na skutek ostrych stanów zapalnych
- zakrzepica żył głębokich (w przeciągu ostatniego pół roku)
- choroby skóry
- podwyższona temperatura ciała
- niewydolność serca
- otwarte rany
- czynna gruźlica płuc
- guzki niewiadomego pochodzenia